# Samuel Anim
Samuel Anim, né le 20 juillet 1989 à Accra et mort le 1er août 2015, est un coureur cycliste sur route ghanéen. Il fut champion du Ghana sur route en 2009 et a remporté de multiples étapes sur le Tour du Ghana. Il est considéré comme l'un des meilleurs cyclistes de son pays.

## Biographie
Samuel Anim naît le 20 juillet 1989 à Accra au Ghana.
Il fut champion du Ghana sur route en 2009 et a remporté de multiples étapes sur le Tour du Ghana, ce qui lui vaut d'être considéré comme l'un des meilleurs cyclistes de son pays. En 2015, il remporte la 3e étape du Tour du Togo, qu'il termine troisième, et la 1re étape du Tour du Bénin. Il est heurté par une moto alors qu'il s'entraînait à Aburi Mountains le 1er août, et est déclaré mort à l'hôpital,.

## Palmarès
- 2007[1]
  - Tour d'Accra
  - 3e du Bahmed Cycling Challenge
- 2008
  - 2e du championnat du Ghana sur route
- 2009
  -  Champion du Ghana sur route
  - 1re étape de l'Ecowas Cycling Tour
- 2010
  - 3e du championnat du Ghana sur route
  - 3e de l'Akwaaba
- 2011
  - 2e et 4e étapes du Tour du Ghana
- 2012
  - Chrono d'Accra
  - 1re et 2e étapes du Tour du Togo
  - 1re étape du Tour du Ghana
  - Challenge d'Accra
- 2013
  - 1re, 2e, 4e, 8e, 9e et 11e étapes du Tour du Ghana
- 2015
  - 3e étape du Tour du Togo
  - 1re étape du Tour du Bénin
  - 3e du Tour du Togo